# One Day Remains
| Recensione     | Giudizio |
| -------------- | -------- |
| AllMusic       |          |
| Blender        |          |
| Slant Magazine |          |

One Day Remains è il primo album in studio del gruppo musicale statunitense Alter Bridge, pubblicato il 10 agosto 2004 dalla Wind-up Records.

## Descrizione
Prodotto da Ben Grosse, l'album fu chiamato così a causa dell'abitudine dei membri del gruppo di dire che bisogna vivere la vita come se mancasse un giorno alla fine ("as if one day remains"). Il chitarrista Mark Tremonti ha anche detto che il titolo proviene da una frase del film Donnie Darko, e che è stato uno dei nomi presi in considerazione dalla band prima di scegliere di chiamarsi Alter Bridge. La copertina dell'album è stata realizzata da Daniel Tremonti, fratello di Mark, che curerà anche quelle degli album successivi del gruppo.
L'album ha ottenuto un buon successo negli Stati Uniti d'America, vendendo circa 750 000 copie nel mondo e venendo certificato disco d'oro dalla RIAA. In Europa invece è stato pubblicizzato nel 2005 attraverso l'EP promozionale Fan EP, contenente Metalingus e altre tre tracce dell'album registrate dal vivo.

## Le canzoni
Il disco si compone di undici brani, di cui tre sono stati estratti come singoli: Open Your Eyes, Find the Real e Broken Wings. Tra le altre canzoni in esso contenuti figura In Loving Memory, scritta da Tremonti dopo la morte di sua madre. In un'intervista rilasciata poco dopo l'uscita dell'album ha affermato:
In Loving Memory è stata usata dalla WWE come tributo a Eddie Guerrero durante la puntata di Raw del 14 novembre 2005, un giorno dopo la sua morte. La canzone Metalingus, quinta traccia, è stata usata dal wrestler Edge come musica d'ingresso dal 2004 fino al suo ritiro avvenuto nel 2011, mentre il singolo Find the Real è stato scelto come colonna sonora dell'evento WWE Royal Rumble 2005.
Per l'album erano stati incisi anche i brani Breathe, Cruel Sun e Solace, pubblicati in seguito nel terzo disco dell'album dal vivo Live at the O2 Arena + Rarities del 2017.

## Tracce
Testi e musiche di Mark Tremonti, eccetto dove indicato.
1. Find the Real – 4:43 (testo: Mark Tremonti, Myles Kennedy)
2. One Day Remains – 4:05 (testo: Mark Tremonti, Myles Kennedy)
3. Open Your Eyes – 4:58 (testo: Mark Tremonti, Myles Kennedy)
4. Burn It Down – 6:11
5. Metalingus – 4:19 (testo: Mark Tremonti, Myles Kennedy)
6. Broken Wings – 5:06
7. In Loving Memory – 5:40
8. Down to My Last – 4:46
9. Watch Your Words – 5:25
10. Shed My Skin – 5:08
11. The End Is Here – 4:57 (testo: Mark Tremonti, Myles Kennedy)

## Formazione
Gruppo
- Myles Kennedy – voce, arrangiamento
- Mark Tremonti – chitarra, voce, arrangiamento
- Brian Marshall – basso, arrangiamento
- Scott Phillips – batteria, arrangiamento

Altri musicisti
- Jamie Muhoberac – tastiera, programmazione
- Blumpy – tastiera, programmazione
- David Campbell – arrangiamento strumenti ad arco

Produzione
- Ben Grosse – produzione, registrazione, missaggio
- Alter Bridge – coproduzione
- Blumpy – ingegneria del suono digitale, montaggio digitale
- Adam Barber – ingegneria del suono digitale, montaggio digitale
- Shilpa Patel – montaggio aggiuntivo, assistenza tecnica
- Jack Odom – assistenza alla registrazione
- Shaun Evans – assistenza alla registrazione
- Paul Pavao, Chuck Bailey – assistenza al missaggio
- Tom Baker – mastering

## Classifiche
| Classifica (2004) | Posizione massima |
| ----------------- | ----------------- |
| Australia         | 37                |
| Germania          | 61                |
| Nuova Zelanda     | 25                |
| Paesi Bassi       | 56                |
| Regno Unito       | 102               |
| Stati Uniti       | 5                 |
| Svizzera          | 54                |